# Kolonka
Kolonka is een dorp in het Poolse woiwodschap Mazovië, in het district Radomski. De plaats maakt deel uit van de gemeente Pionki.

## Galerie

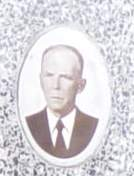
Stanisław Siczek
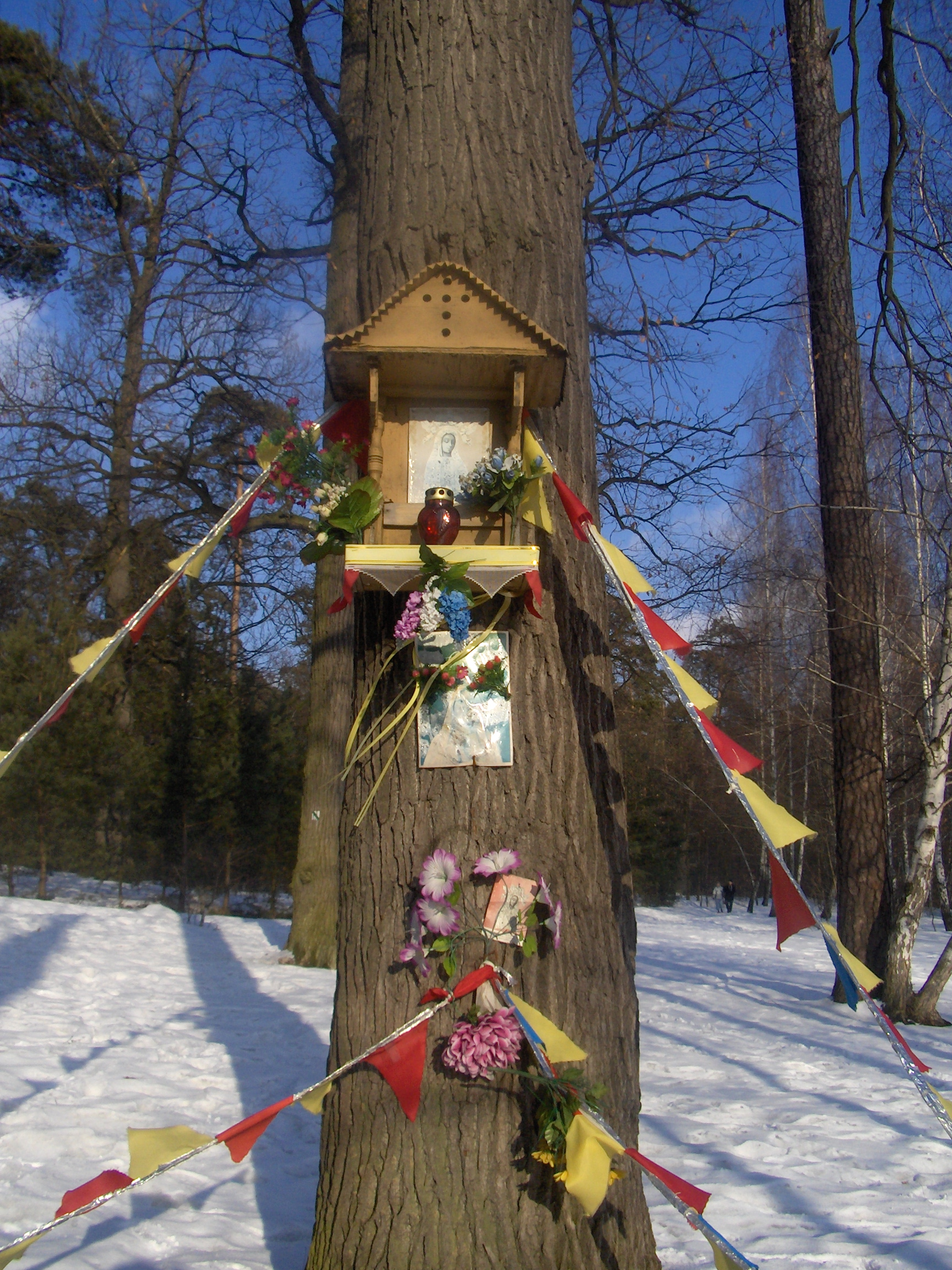
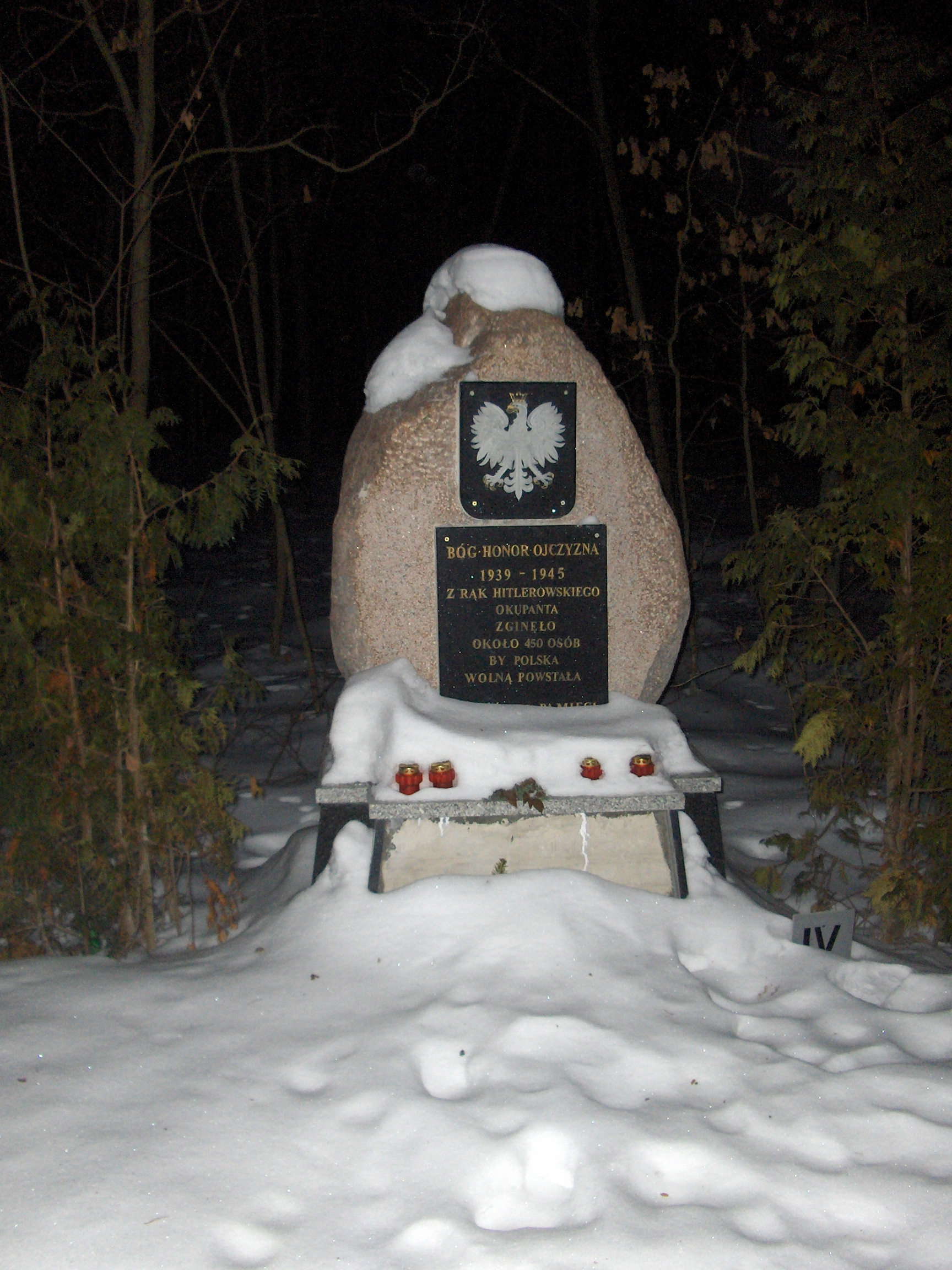
Herdenkingsmonument (graf) 1939-1945
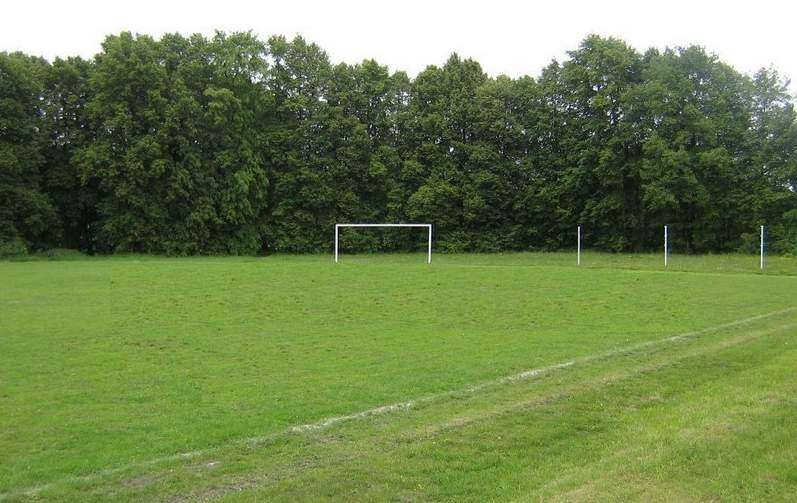
Stadion